# Mount Briar (Maryland)
Mount Briar es un lugar designado por el censo ubicado en el condado de Washington en el estado estadounidense de Maryland. En el Censo de 2010 tenía una población de 160 habitantes y una densidad poblacional de 99,16 personas por km².

## Geografía
Mount Briar se encuentra ubicado en las coordenadas 39°26′33″N 77°41′14″O / 39.44250, -77.68722. Según la Oficina del Censo de los Estados Unidos, Mount Briar tiene una superficie total de 1.61 km², de la cual 1.61 km² corresponden a tierra firme y (0%) 0 km² es agua.

## Demografía
Según el censo de 2010, había 160 personas residiendo en Mount Briar. La densidad de población era de 99,16 hab./km². De los 160 habitantes, Mount Briar estaba compuesto por el 96.88% blancos, el 3.13% eran afroamericanos, el 0% eran amerindios, el 0% eran asiáticos, el 0% eran isleños del Pacífico, el 0% eran de otras razas y el 0% pertenecían a dos o más razas. Del total de la población el 0% eran hispanos o latinos de cualquier raza.